# Carcinus
Carcinus ist eine Gattung von Krabben innerhalb der Familie der Carcinidae. Sie beinhaltet die beiden Arten Carcinus maenas (Gemeine Strandkrabbe) und Carcinus aestuarii (Mittelmeer-Strandkrabbe), die sich vor allem in ihrem Verbreitungsgebiet, vom Aussehen und ihrer Lebensweise her jedoch kaum voneinander unterscheiden. Da sie untereinander kreuzbar sind und fortpflanzungsfähige Nachkommen hervorbringen, werden sie von einigen Taxonomen eher als Unterarten an Stelle von echten Arten betrachtet.

## Unterschiede zwischenC. maenasundC. aestuarii
Am zuverlässigsten sind die beiden Arten anhand der Form der zu männlichen Begattungsorganen umgewandelten Extremitäten (Pleopoden) zu unterscheiden, die normalerweise unter dem plattenförmigen Hinterleib (Pleon) verborgen sind. Bei C. maenas sind diese bei geschlechtsreifen Männchen bogenförmig, bei C. aestuarii hingegen eher gerade und parallel zueinander. Zu beachten ist hierbei, dass sich bei Befall durch den Parasiten Sacculina die Form der Pleopoden verändern kann.
Carcinus aestuarii erreicht außerdem nicht die Körpergröße von Carcinus maenas, was jedoch zur Unterscheidung der Arten kaum herangezogen werden kann, da auch Individuen der Gemeinen Strandkrabbe meist kleiner bleiben.